# مزیلسی (ناحیه ناخود)
مزیلسی (به چکی: Mezilesí) یک منطقهٔ مسکونی در جمهوری چک است که در ناحیه ناخود واقع شده‌است.